# Marlo
Marlo è una piccola città australiana, situata nello Stato di Victoria, il cui territorio fa parte della Contea di Est Gippsland. Il paese dista 386 km da Melbourne e si trova ad est, nei pressi della foce del fiume Snowy.
Il nome "Marlo" ha origine dalla lingua aborigena, "Marloo" significa argilla bianca. Al 2006 censimento, Marlo aveva una popolazione di 340.[1]
Il primo colono ad occupare l'area Marlo è stato James Stirling, intorno all'anno 1875. Il 18 febbraio 1889 Marlo divenne una municipalità.